# Inedito (Gianni Celeste)
Inedito è un album in studio di Gianni Celeste, pubblicato nel 2005 dall'etichetta D.V. More Record. Contiene 8 brani inediti.

## Tracce
1. ...È l'amore – 3:32
2. Con le ali del cuore – 4:00
3. Suonne bruciate – 3:50
4. Mille ragazzi – 3:22
5. Ci sei – 3:26
6. Il cammino del cuore – 3:01
7. Iammuncenne – 3:30
8. Sfigato – 4:00